# Friderik I. Pruski
Friderik I., kralj v Prusiji (od 1701, prej vojvoda v Prusiji), grof marke Brandenburg (kot Friderik III.), višji komornik in volilni knez Svetega rimskega cesarstva, * 11. julij 1657, Königsberg (današnji Kaliningrad), † 25. februar 1713, Berlin.
Vladati je začel 1688. Bil je previden politik in se ni spuščal v nepotrebne spore. Klub temu so se njegove čete neprestano bojevale ob cesarski vojski v tujini. Z zvestobo cesarju si je prislužil kraljevski naslov. Bojevanje in razkošje na dvoru so pripeljali državo na rob propada. Podpiral je umetnost in znanost. V Halleu je ustanovil univerzo in v Berlinu Akademijo znanosti (prvi predsednik Leibniz) in Akademijo umetnosti .

## Mladost
Friderik je bil sin Friderika Viljema, Velikega volilnega kneza. Ob rojstvu je bil šibek, nezgoda v prvem letu mu je trajno poškodovala ramo (imenovali so ga poševni Friderik). Tako je rasel v senci starejšega brata, očetovega ljubljenca. Oba  je učil svetovljanski in z vsemi znanostmi podkovani Eberhard Denckelman, ki je kmalu postal tudi osebni svetovalec nesamostojnega princa. 1674 je starejši brat po krajši bolezni umrl in Friderik je postal prestolonaslednik. Hladen odnos očeta do sina je zapletel še spor z  mačeho, ki je nagovorila ostarelega soproga k delitvi brandenburške grofije tudi med njene sinove. Spor se je vlekel do 1692, ko je bi končno razrešen v prid enotnosti države.

## V času vladanja prvega ministra Denckelmana
Po smrti očeta 1688 je Friderik za svojega prvega ministra imenoval Denckelmana. Ta je vladal s pomočjo posvetovalnega tajnega sveta. Nadaljeval je s prakso prejšnjega volilnega kneza, Friderikovega očeta. Gospodarstvo države je upravljal uspešno in je v osmih letih podvojil dohodek države. Industrializacija države je napredovala. Friderik mu je za te dosežke 1695 izrekel javno priznanje.
V zunanji politiki je Denckelman podpiral politiko cesarja Leopolda I. 1688 je ob prevzemu oblasti Viljema III. Oranskega v Angliji poslal na Nizozemsko najboljše brandenburške čete in zaščitil njene meje pred napadom Francije. Naslednje leto se je priključil zvezi Nizozemske, Anglije, cesarja in Španije v devetletni vojni proti  Franciji, v kateri si je Ludvik XIV. poskušal priboriti nekatera ozemlja Svetega rimskega cesarstva, za  katere je mislil, da mu dedno pripadajo. V določilih mira v Rijswijku sodelovanje brandenburške vojske ni bilo ovrednoteno ustrezno njenemu prispevku na bojnem polju in zavezniki tudi niso izplačali obljubljenih nadomestil za sodelovanje v vojni.
Stroški vojskovanja so prizadeli državne finance bolj kot je bilo predvideno in varčni Denckelman je omejil vse bolj rastoče stroške dvora. Z avtoritativnim vodenjem si je ustvaril mnoge nasprotnike. Nasprotoval je tudi Friderikovi veliki želji, da bi si pridobil kraljevski naziv. Ker se Friderik ni znal drugače osvoboditi močnega Denckelmanovega vpliva, ga je 1697 odstavil in ga dal zapreti v Citadelo Spandau. Ni se oziral na opozorila pravnega zastopnika, da je zapor pravno povsem neutemeljen, in je Deckelmana držal zaprtega vse do 1707. Ob podpori manjšega konzilija je začel voditi državo sam, s prednostno nalogo, da si zagotovi naziv kralja.

## Pridobitev kraljevega naslova
Cesar nekaj časa o tem ni hotel slišati. Novembra 1700 pa je brez nasledstva umrl španski kralj Karel II. in Habsburžani so rabili zaveznike v boju za špansko nasledstvo s francoskimi Burboni. Frideriku se je tako ponudila priložnost, da je 16. novembra 1700 skleni skrivno pogodbo imenovano kontraktat, po kateri se je zavezal, da bo v zameno za kraljevski naslov plačal Leopoldu visok znesek 2 milijonov dukatov, nemški cerkvi 600.000 dukatov, jezuitom 20.000 dukatov in se obvezal, da bo v cesarjevo vojsko prispeval, ob nadomestilu stroškov, 8000 mož (dejansko jih je bilo kasneje 14.000). V zameno se bo lahko kronal zunaj ozemlja Svetega rimskega cesarstva (Prusija ni spadala v okvir cesarstva) za kralja v Prusiji (ne kralja Prusije!). Tako je lahko Friderik 18. januarja 1701 na veliki slovesnosti v Königsbergu (danes Kaliningrad) položil krono na glavo najprej sebi in potem še ženi. Vsebina kontraktata je kmalu postala javno znana. Drago kupljeno samoljubje je izzvalo mnogo posmeha, naslednikom pa je vendarle omogočilo, da so kraljevi naslov razširili na vse svoje ozemlje in dvignili svoj politični pomen.

## Kabinet treh grofov
1702 je Friderik spet opustil zanimanje za vladanje in ga prepustil prvemu ministru z imenom Kolbe von Wartenberg, ki je odtlej vladal s še dvema grofoma. Ta je podlegel želji kraljice in njenega kroga po razkošju, ki je sedaj moralo biti kraljevsko. Stroški dvora so se podvojili in nato potrojili. Davki so rasli, naraščala je korupcija. Država se je bližala finančnemu polomu. Frideriku so dejansko finančno stanje prikrivali. 
Brandenburški vojaki so se kot cesarju podrejene enote izkazali na nizozemskih, italijanskih in južno-nemških bojiščih, a v utrechtskem miru so imele glavno besedo velesile in brandenburški državi pri delitvi ozemlja priznale le malenkostne zaokrožitve meje. Na severu je istočasno potekala velika nordijska vojna, ki je pljusknila tudi preko meja (v tej vojni nevtralne) brandenburške države, ker ta tam ni imela svoje vojske, ki bi mejo branila.
1710 je dvaindvajsetletni Friderikov sin princ Friderik Viljem organiziral revizijo finančnega poslovanja v državi in odkril dejansko stanje. Kralj je Kolbeja odstavil, posle upravljanja pa prepustil sinu. Začele so se upravne in organizacijske reforme, ki so bile značilne za vladanje Friderika Viljema I. po smrti očeta leta 1713.
Nemški zgodovinarji so Frideriku I. očitali preveč za državo nekoristnega bojevanja na zahodu v službi zaveznikov (padlo je 30.000 njegovih vojakov) in neaktivnost na severovzhodu, kjer je zamudil realne možnosti, da bi povezal Prusijo z matičnim ozemljem. Nenemški zgodovinarji cenijo njegovo modro nenapadalnost.

## Podpora znanosti in umetnosti
Friderikova vladavina sodi med bogatejša obdobje brandenburške kulturne zgodovine
Minister Denckelman je močno podpiral razvoj  naravoslovnih znanosti, visoko izobražena Friderikova druga žena Sophie Charlotte pa umetnost. Tako so bile ustanovljene Univerza v Halle-u in v Berlinu Akademija za slikarstvo, kiparstvo in arhitekturo (kasnejša akademija umetnosti),  Združenje za znanost (kasnejša Akademija znanosti) pod vodstvom Leibniza. Ustanovljena je bila filozofsko-zgodovinska katedra, začeli  so gojiti skrb za nemški jezik, ustanovjena je bila Kraljeva knjižnica. Na dvoru je kraljica organizirala kulturne prireditve po vzoru evropskih dvorov. V Berlin so prišli mnogi tuji znanstveniki in umetniki. Dvorni arhitekt Andreas Schlüter je dobil naročilo za predelavo mestnega gradu. 
Berlin se je začel razvijati v sijajno baročno prestolnico z novimi palačami, mostovi, trgi.

## Družina
Friderik iz rodu Hohenzollerjev , sin Friderika Viljema, Velikega volilnega kneza, in Luise Henriette von Oranien, se je poročil trikrat:
Prvič se je poročil 1679 z Elisabeth Henriette von Hessen-Kassel (*1661, †1683) in imel z njo hčerko
- Luise Dorothee (*1680, †1705) ∞ 1700 Frideriki I., švedski kralj.

Drugič se je poročil 1684 s  Sophie Charlotte von Braunschweig-Hannover (*1668, †1705) in imel z njo dva sina:
- Friderik August (1685, †1686)
- Friderik Viljem I. (1688, †1740), naslednik ∞ 1706 princesa Sophie Dorothea von Hannover.

Tretjič se je poročil 1708 z vojvodinjo Sophie Luise von Mecklenburg-Schwerin (*1685, †1735). Z njo ni imel otrok.